# Chiemczik (miejscowość)
Chiemczik (ros. Хемчик) – wieś w Rosji, w Tuwie, w kożuunie baj-tajgińskim. W 2010 liczyła 800 mieszkańców.